# حسينية شاه النجف
شاه نجف إمامبارا هي واحدة من العديد من الإمامبارا (الحسينيات) في لكهنؤ في الهند. وتقع في وسط المدينة. تم تشييد الحسينية في أوائل القرن التاسع عشر تحديدًا 1816–1817 للميلاد.

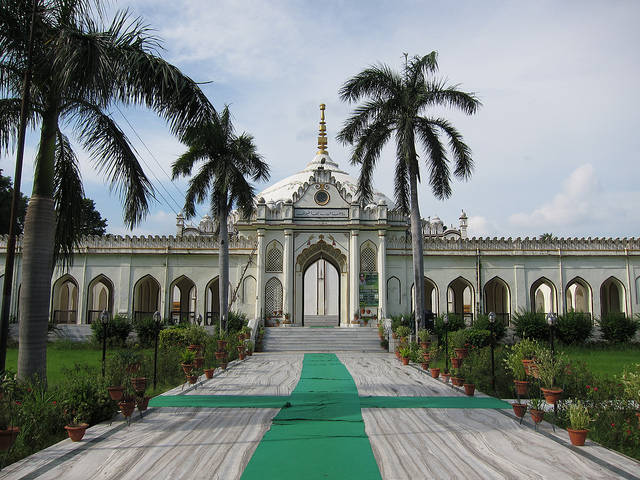
شاه نجف إمامبارا عام 2013

## الموقع
يقع شاه نجف إمامبارا في قلب المدينة لكهنؤ على طريق رنا براتاب. يقع بالقرب من سيكندر باغ ويحيط به المعهد الوطني للبحوث النباتية من جانب واحد. الواجهة تقابل مركز سارا جانج. يقع المبنى بالقرب من سوق حضرة غنج وبالقرب من العديد من المباني الرسمية مثل اندرا بهواني وجوهر بهواني. كما أنه يقع بالقرب من نهر جومتي في خلفه.

## التاريخ
تم تشييد شاه نجف إمامبارا بإمرة غازي الدين حيدر شاه آخر وزير نواب وأول ملك لدولة أوده في 1816-1817. كانت هذه الحسينية بمثابة ضريح له وكانت نسخة من قبر الإمام علي (ع) في النجف بالعراق. بالإضافة إلى الملك غازي الدين تم دفن زوجاته الثلاث سرفراز محل ومبارك محل وممتاز محل هناك كذلك.